# Iglesia de Rieux-Minervois

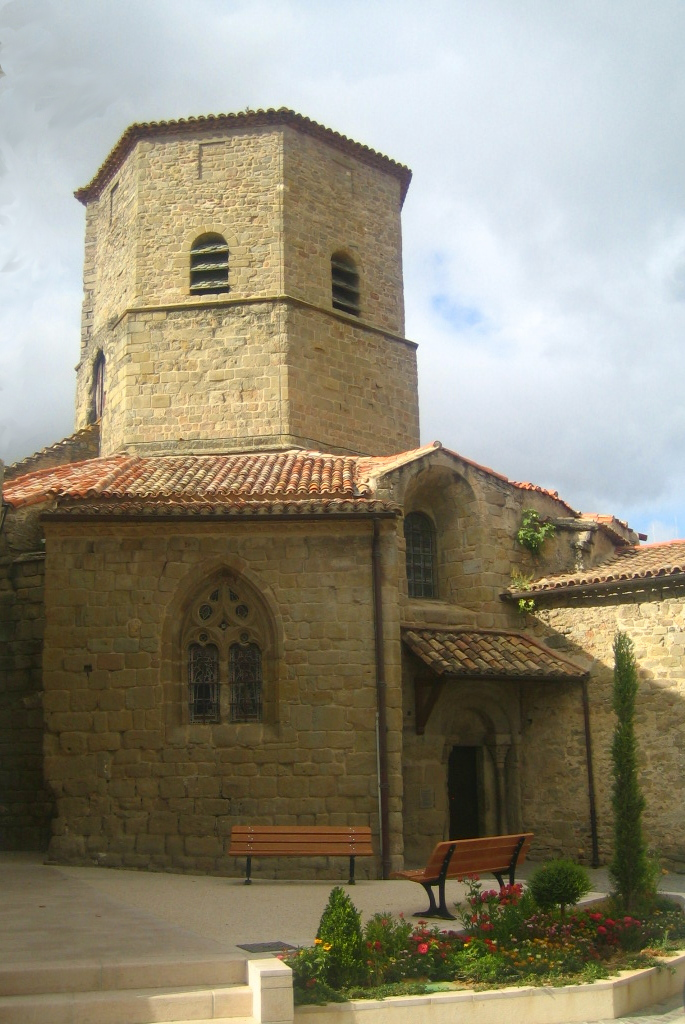
Exterior de la iglesia románica de Rieux.

La iglesia de Rieux-Minervois, en francés original église Sainte-Marie de Rieux-Minervois o de Rieux Minervois, antiguamente de L'Assomption-de-Notre-Dame, es una antigua iglesia románica del siglo XII situada en la comuna francesa del mismo nombre en la región histórica del Minervois, única en su género arquitectónico en el Midi francés e incluso en Europa occidental por su planta central circular, y en la que cabe destacar también una serie de capiteles que se encuentran en su interior y que son atribuidos al maestro de Cabestany, obras singulares por haber sido realizadas en una iglesia parroquial dependiente en la época de la catedral de Narbona.
Está clasificada como Monumento histórico de Francia desde finales del siglo XIX.

## Arquitectura
Fue edificada en el interior de la villa fortificada llamada Rieux (construida en el siglo XI y nombrada inicialmente Rius -río-) como segunda iglesia en el tercer cuarto del siglo XII, inicialmente ya con una estructura circular de base. Es en realidad un polígono de catorce lados con arcos ciegos apoyados en columnas con capiteles, en el que se encuentra inscrito un círculo que define el coro, cuyo diámetro es la mitad del diámetro total de la base, y sobre el que se alza la cúpula de 13 metros de altura en el interior y 18 en el exterior, apoyada sobre siete arcadas sostenidas alternativamente por tres columnas y cuatro pilares cruciformes. El campanario formado por dos pisos, heptagonal, se alza así mismo sobre esta cúpula.
La puerta de entrada resalta por su pequeño tamaño. Se conservan las columnas y estructura que soporta la arquivolta decorada con molduras convexas semicirculares bordeadas por formas esculpidas perladas.
Durante el siglo XV se edificaron tres capillas adjuntas que desfiguran relativamente la estructura circular del polígono regular original; posteriormente fueron añadidas tres capillas más al edificio.
En una de estas capillas se encuentra “La misse au Tombeau”, escultura policroma del siglo XV que representa a Cristo yaciente en una sábana, y otras figuras contemplando la escena entre las que se encuentra la Virgen María o el apóstol San Juan.

## Los capiteles
Siete de los capiteles que se encuentran en las columnas que sostienen los arcos ciegos merecen mención especial por su estado de conservación y su atribución al taller del maestro de Cabestany. Representan personajes o follajes esculpidos con clara influencia carolingia.
Entre ellos destaca el llamado “Mandorle” que representa la Ascensión de la Virgen asistida por ángeles y en el que se incorporan dos cabezas de leones y dos de pájaros.